# Jardin de Vitaly
Le Jardin de Vitaly est un espace vert situé place Mélina-Mercouri ou passage Hypatie-d'Alexandrie dans le 20e arrondissement de Paris, dans le quartier de Charonne.

## Situation et accès
Le jardin de Vitaly est accessible à distance par la ligne 2 à la station Alexandre Dumas.

## Caractéristiques
Le jardin prend une forme irrégulière, en longueur, de 900 m2, en cœur d'îlot, définie par les immeubles du passage Fréquel et de la rue des Orteaux.

## Origine du nom
Le jardin reprend le prénom de Vitaly Statsynsky (ru), artiste et illustrateur soviétique puis français, ayant vécu dans le quartier avant sa rénovation.

## Historique
Le terrain qu'occupera le jardin était précédemment une friche industrielle dans un quartier insalubre. Celui-ci a fait l'objet d'une opération immobilière lors de la création d'un nouvel écoquartier, nommé Fréquel-Fontarabie. De nouveaux immeubles ont été construits ou réhabilités le long des rues mais le cœur d'îlot a été laissé libre pour y aménager cet espace vert et la place Mélina-Mercouri. Le jardin a ouvert en 2014.

## Galerie

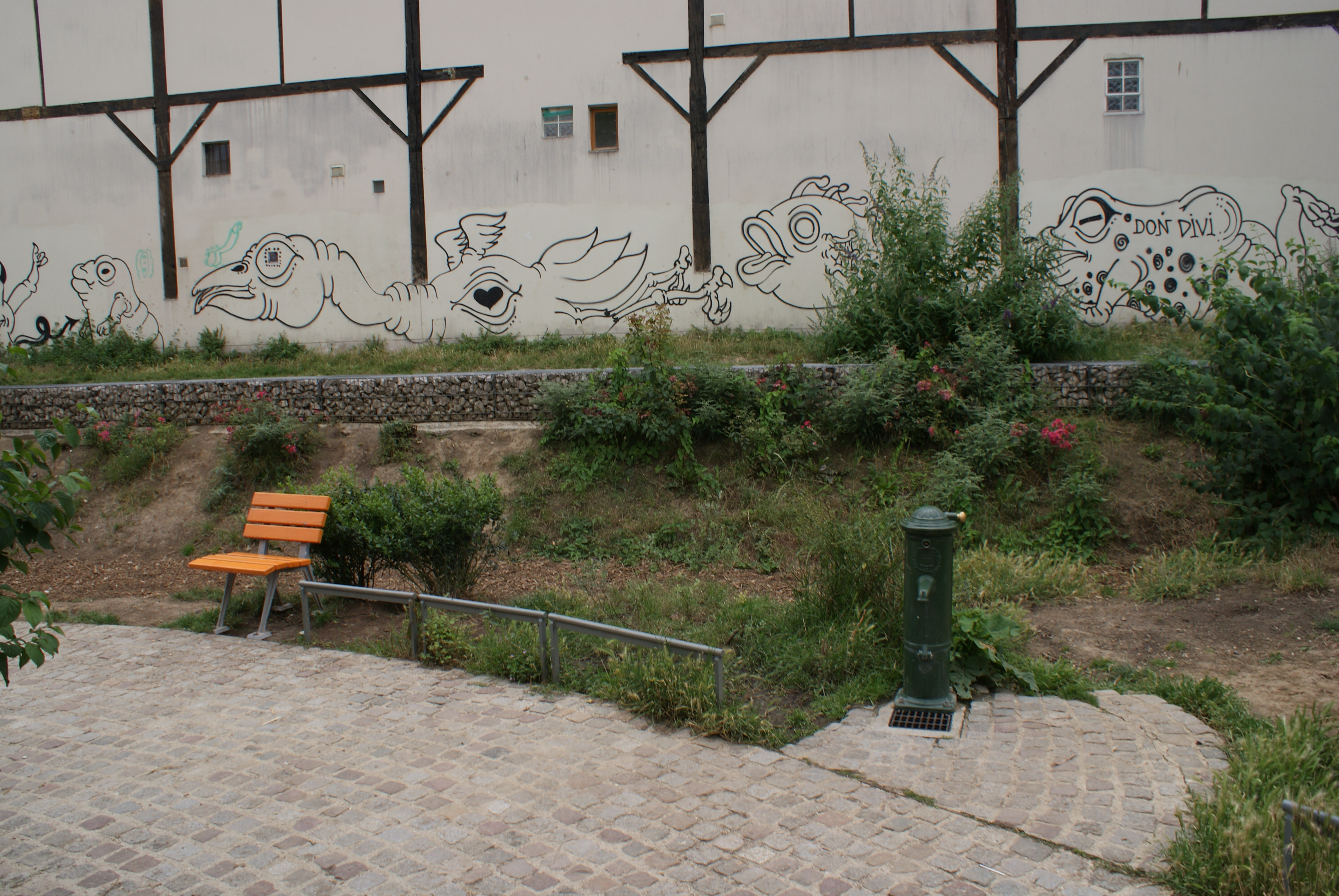
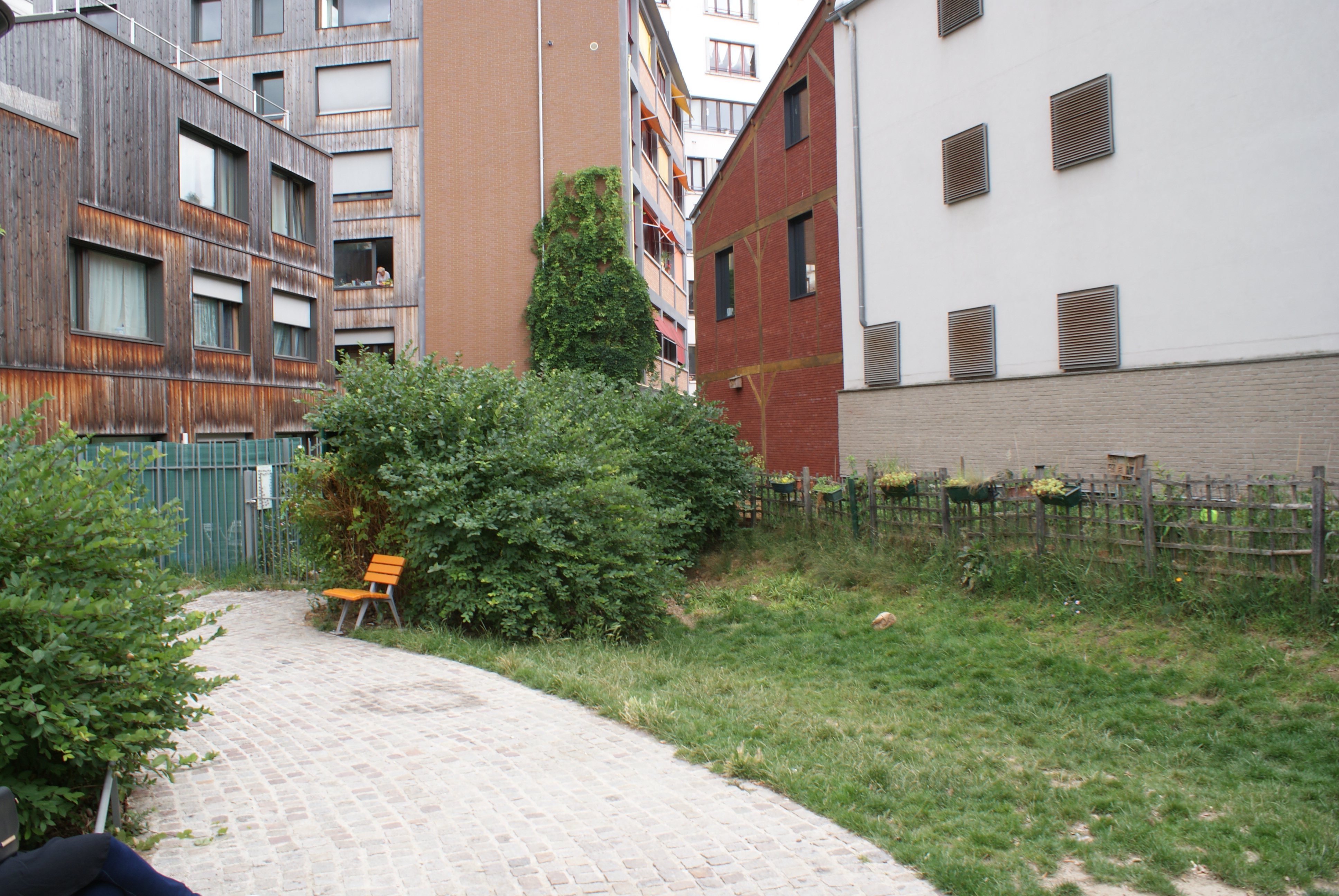
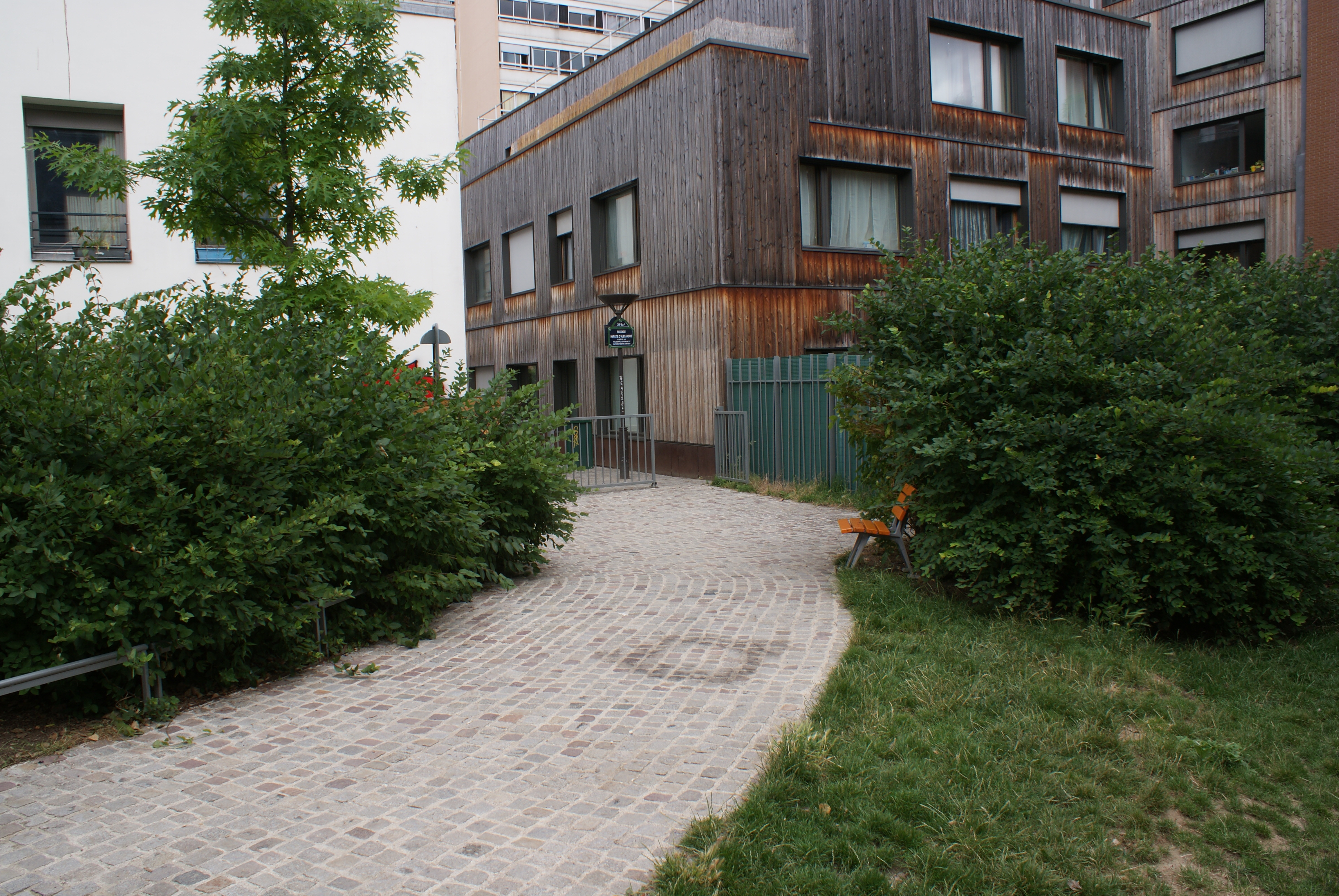
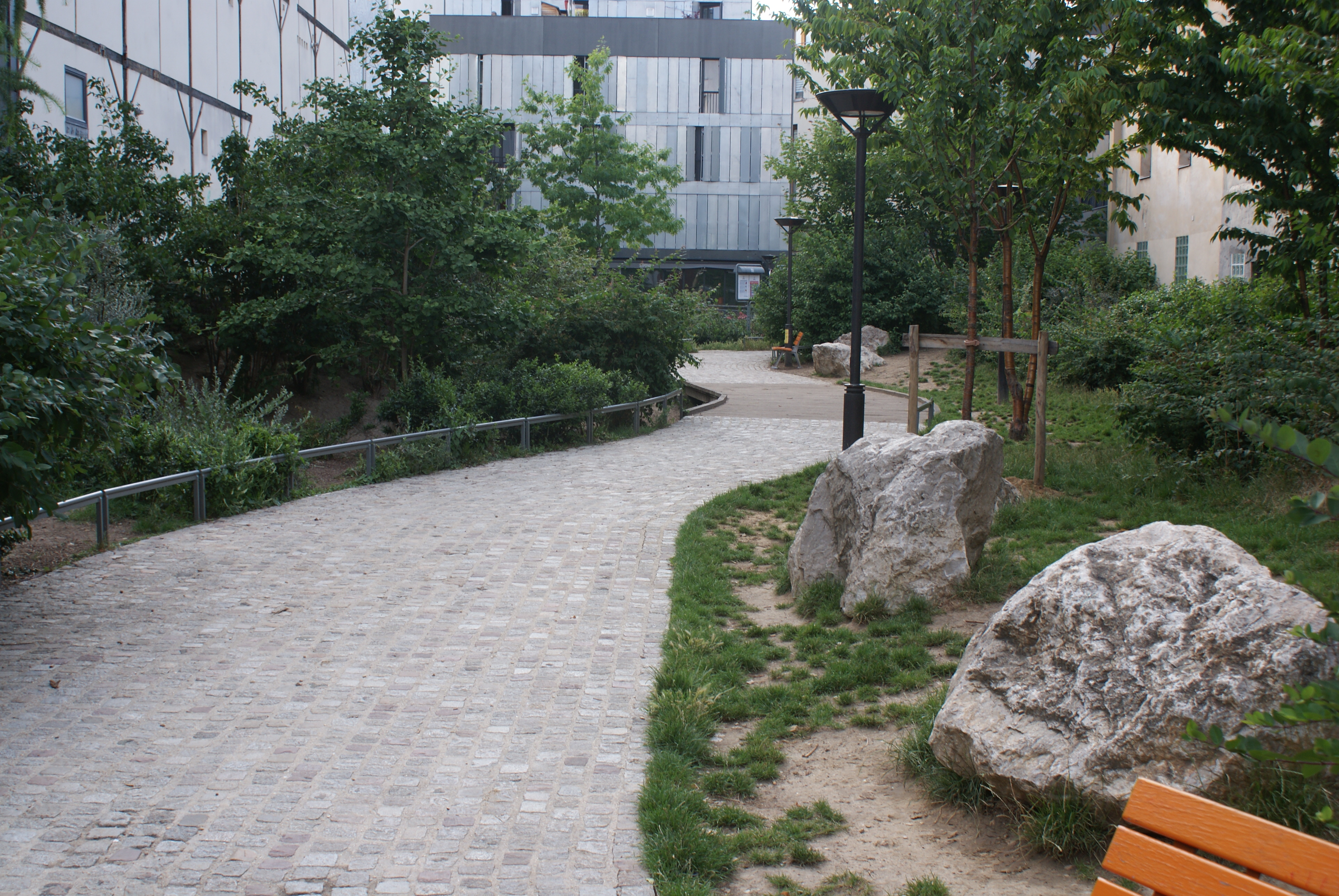
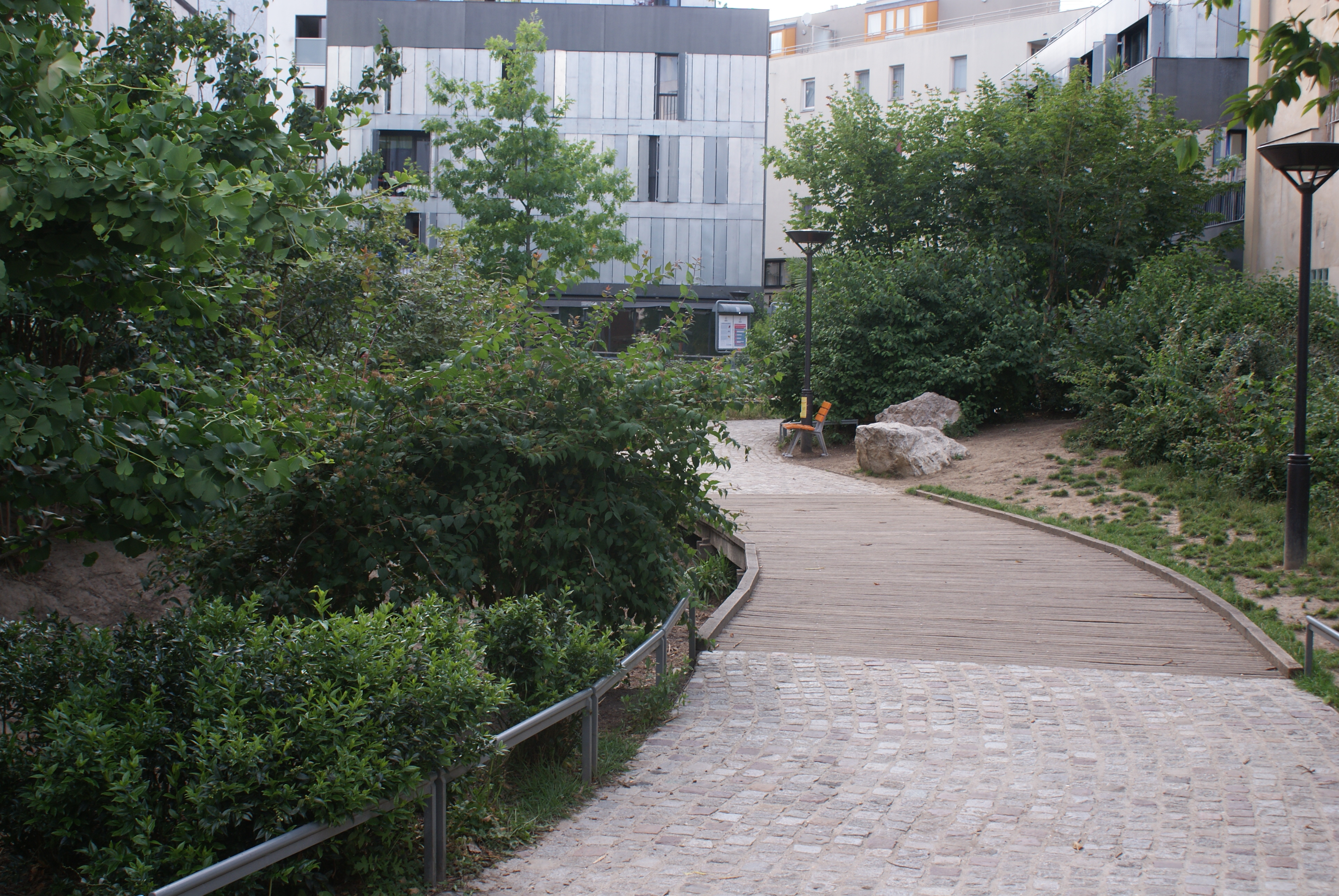
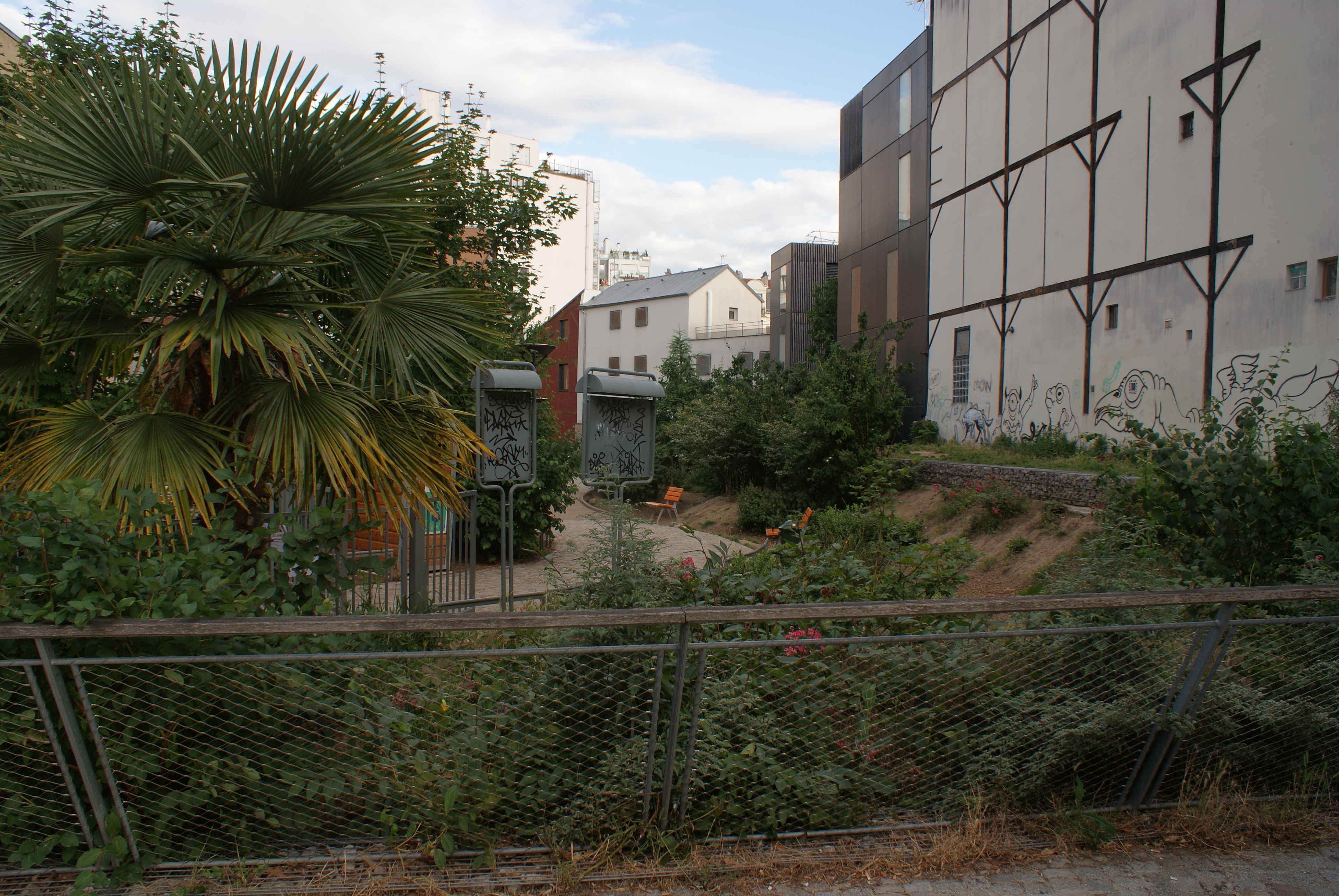